# Bromus grandis
Bromus grandis là một loài thực vật có hoa trong họ Hòa thảo. Loài này được (Shear) Hitchc. mô tả khoa học đầu tiên năm 1912.